# Otto Luschnat
Otto Luschnat (* 10. März 1911 in Canzow; † 24. Januar 1990 in Berlin) war ein deutscher Klassischer Philologe.

## Leben
Otto Luschnat stammte aus dem Dorf Canzow bei Woldegk in Mecklenburg. Er studierte ab 1930 an den Universitäten zu Jena, Wien und Berlin Klassische Philologie und Deutsch. Er trat zum 1. November 1933 der SA bei, wo er den Rang eines Rottenführers einnahm. Am 13. Juli 1937 beantragte er die Aufnahme in die NSDAP und wurde rückwirkend zum 1. Mai desselben Jahres aufgenommen (Mitgliedsnummer 4.362.711). Von 1937 bis 1939 absolvierte er den gymnasialen Vorbereitungsdienst. 
1939 wurde er bei Johannes Stroux mit einer Dissertation über Die Feldherrnreden im Geschichtswerk des Thukydides promoviert. Anschließend war er mit der Abhaltung von griechischen und lateinischen Sprachkursen an der Universität Berlin beschäftigt. Seit 1947 arbeitete er am Institut für hellenistisch-römische Philosophie der Deutschen Akademie der Wissenschaften zu Berlin, wo er eine Neuausgabe der Fragmente der Epikureer vorbereitete.
1955 wurde Luschnat als Dozent für Klassische Philologie an der Kirchlichen Hochschule Berlin-Zehlendorf angestellt und 1956 zum Professor mit Lehrstuhl ernannt. Nach seiner Habilitation an der Freien Universität Berlin (1958) hielt er dort im Rahmen eines Lehrauftrages nebenamtlich Lehrveranstaltungen ab. Er war von 1954 bis 1970 Mitherausgeber der Zeitschrift Philologus und ab 1963 der Schriftenreihe Texte und Kommentare.
Luschnats Forschungsschwerpunkt war der griechische Historiker Thukydides, mit dem er sich seit seiner Studienzeit intensiv beschäftigte. Nach seiner Dissertation, die 1942 in den Philologus-Beiheften erschien, veröffentlichte er 1954 – als vierte Auflage der Edition von Karl Hude – eine kritische Edition des Geschichtswerks im B. G. Teubner Verlag und einen umfangreichen Artikel für Paulys Realencyclopädie der classischen Altertumswissenschaft, der auch als Sonderdruck erschien.
Darüber hinaus beschäftigte sich Luschnat mit der antiken Geistesgeschichte, Philosophie und Musiktheorie. Aus diesem Bereich stammte auch seine Habilitationsschrift, von der nur ein Auszug gedruckt erschien.

## Werke (Auswahl)
- Die Feldherrenreden im Geschichtswerk des Thukydides (= Philologus. Supplementband 34, Heft 2). Dieterich, Leipzig 1942 (zugleich Dissertation, Universität Berlin 1940).
- Zum Text von Philodems Schrift De Musica (= Veröffentlichungen des Instituts für Hellenistisch-Römische Philosophie. Nummer 1). Akademie-Verlag, Berlin 1953.
- Das Problem des ethischen Fortschritts in der alten Stoa. In: Philologus. Band 102, 1958, S. 179–214 (zugleich Habilitation, Freie Universität Berlin 1958; auch als Sonderdruck erschienen).
- Thukydides, der Historiker. In: Paulys Realencyclopädie der classischen Altertumswissenschaft. Supplementband XII, Alfred Druckenmüller, Stuttgart 1970, Sp. 1085–1354 (auch als Sonderdruck erschienen).
  - Korrekturen und Ergänzungen in: Paulys Realencyclopädie der classischen Altertumswissenschaft. Supplementband XIV, Alfred Druckenmüller, München 1974, Sp. 760–786.